# Пам'ятки історії Бершадського району
У Бершадському районі Вінницької області на обліку перебуває 60  пам'яток історії.
| № п/п | Охор. № | Найменування пам’ятки | Адреса                                                                       | Дата (епоха)                 | Дата відкриття або виявлення | Автори                           | Матеріал                                   | Основні розміри                                                  | Рішення про взяття під охорону          |
| ----- | ------- | --- | ---------------------------------------------------------------------------- | ---------------------------- | ---------------------------- | -------------------------------- | ------------------------------------------ | ---------------------------------------------------------------- | --------------------------------------- |
| 1.    | 19      | Пам’ятник воїнам-визволителям | м. Бершадь, Бершадська м/р, вул. 50-річчя Жовтня,                            | 1944 р.                      | 1964 р.                      | Київський художній фонд          | ск. з/б, пост. бетон                       | ск. 2,8 м, п. 1,5х1х1,3 м                                        | № 29 19.06.1977 р.                      |
| 2.    | 102     | Братська могила 53 воїнів Радянської армії і партизанів, загиблих при визволенні міста, і пам’ятник 662 воїнам-односельчанам, загиблим на фронтах ВВВ                   | м. Бершадь, Бершадська м/р, біля Будинку культури. вул. Червоноармійська, 2  | 1944 р., 1941—1945 рр.       | 1964 р., рест. 1975 р.       | Київський художній фонд          | об. граніт                                 | об. 9 м                                                          | № 313 10.06.1971 р.                     |
| 3.    | 26      | Пам’ятник 58 воїнам – робітникам цукрозаводу, загиблим на фронтах ВВВ                                                                                                   | м. Бершадь, Бершадська м/р, біля цукрового комбінату, вул. 50-річчя Жовтня   | 1941—1945 рр.                | 1965 р.                      | місцеві майстри                  | об. з/бетон, пост. з/бетон, об. з/б        | об. 8 м, п. 0,6х1,2х 0,8 м                                       | № 29 19.06.1977 р.                      |
| 4.    | 15      | Пам’ятник воїнам — робітникам спиртзаводу | м. Бершадь, Бершадська м/р, вул. Чкалова                                     | 1941—1945 рр.                | 1971 р.                      | місцеві майстри                  | граніт                                     | об. 1,5 м, п. 0,45 м                                             | № 228 22.05.1986 р.                     |
| 5.    | 6       | Пам’ятник 18 186 жертвам голодомору | м. Бершадь, Бершадська м/р, вул. Червоноармійська                            | 1932—1933 рр.                | 1993 р.                      | місцеві майстри                  | граніт                                     | 2,5 м                                                            | № 501 20.12.1993 р.                     |
| 6.    | 54      | Пам’ятник на місці страти учасника громадянської війни Жарун І. Д. | с. Баланівка, Баланівська с/р, вул. Набережна                                | 1921 р.                      | 1927 р.                      | місцеві майстри                  | пост. бетон                                | об. 3 м, п. 0,5х0,8х0,8 м                                        | № 29 19.06.1977 р.                      |
| 7.    | 101     | Братська могила 3 воїнів Радянської армії, загиблих при визволенні села                                                                                                 | с. Баланівка, Баланівська с/р, вул. Набережна                                | 1944 р.                      | 1953 р.                      | Київський художній фонд          | ск. з/бетон, пост. камінь                  | ск. 2,3 м, п.1,6х1х0,7 м                                         | № 313 10.06.1971 р.                     |
| 8.    | 18      | Пам’ятник 446 воїнам-односельчанам, загиблим на фронтах ВВВ | с. Баланівка, Баланівська с/р біля Будинку культури, вул. Леніна             | 1941—1945 рр.                | 1970 р.                      | Одеський художній фонд           | ск. з/б,пост.з/бетон                       | ск. 2,2 м,об. 13 м, п.2,3х2,3х1,6 м                              | № 291 9.06.1977 р.                      |
| 9.    | 105     | Братська могила 8 воїнів Радянської армії, загиблих при визволенні села, і пам’ятник 136 воїнам-односельчанам, загиблим на фронтах ВВВ                                  | с. Берізки – Бершадські, Джулинська с/р, в центрі села                       | 1944 р., 1941—1945 рр.       | 1952 р.                      | Київський художній фонд          | ск. з/б.,пост. з/бетон                     | ск. 2,1 м, об. 4,3 м, п.1,5х2х2 м.                               | № 313 10.06.1971 р.                     |
| 10.   | 23      | Пам’ятний знак на честь визволення села військами ІІ Укр. фронту 1944 р                                                                                                 | с. Берізки – Бершадські, Джулинська с/р, 1 км на північний схід від села     | 1944 р.                      | 1976 р.                      | Вінницький худ. фонд             | граніт, камінь                             | об. 2,2 м                                                        | № 291 9.06.1977 р.                      |
| 11.   | 27      | Пам’ятник 113 воїнам-односельчанам, загиблим на фронтах ВВВ. | с. Березівка, Серебрійська с/р, біля школи, вул. Леніна                      | 1941—1945 рр.                | 1971 р.                      | Київський художній фонд          | об. з/ б, пост. з/б                        | об. 10 м, п.0,5х1х1,2 м.                                         | № 291 09.06.1977 р.                     |
| 12.   | 4       | Братська могила жертв голодомору | с. Березівка, Серебрійська с/р, на кладовищі                                 | 1932—1933 рр., 1947 р.       | 2001 р.                      | місцеві майстри                  | дерево                                     | 2 м                                                              | №47029.12.2002 р.                       |
| 13.   | 28      | Пам’ятник 273 воїнам-односельчанам, загиблим на фронтах ВВВ. | с. Бирлівка, Бирлівська с/р, вул. Леніна                                     | 1941—1945 рр.                | 1969 р.                      | ск. Чернявський В. Ф.            | об. з/ б, пост. з/бетон                    | об. 12 м, пост. 6х4х4 м                                          | № 291 9.06.1977 р.                      |
| 14.   | 3       | Одиночні могили воїнів Радянської армії, загиблих при визволенні села                                                                                                   | с. Бирлівка, Бирлівська с/р, на кладовищі                                    | 1944 р.                      | 1988 р.                      | місцеві майстри                  | з/бетон                                    | об. 1,5 м                                                        | № 148 16.07.1992 р.                     |
| 15.   | 5       | Могила воїна-афганця Плахотнюка В. | с. Бирлівка, Бирлівська с/р, на кладовищі                                    | 1967-88 рр.                  | 1988 р.                      | місцеві майстри                  | граніт                                     | 2,5 м                                                            | №47029.12.2002 р.                       |
| 16.   | 106     | Братська могила 2 воїнів Радянської армії, загиблих при визволенні села                                                                                                 | с. Велика Кириївка, Великокиріївська с/р, вул. Леніна                        | 1944 р.                      | 1953 р.                      | Київський художній фонд          | ск. з/б,пост. камінь                       | ск. 2,4 м, п. 1,4х1,2х1,2 м                                      | № 313 10.06.1971 р.                     |
| 17.   | 129     | Пам’ятник 261 воїнові-односельцю, що полягли на фронтах ВВВ. | с. Велика Кириївка, Великокиріївська с/р, вул. Леніна                        | 1941—1945 рр.                | 1966 р.                      | місцеві майстри                  | об. з/бетон, пост. цегла                   | об. 14 м, пост. 1,4х2,9х2,9 м                                    | № 313 10.06.1971 р.                     |
| 18.   | 125     | Братська могила 42 воїнів Радянської Армії, загиблих при визволенні села                                                                                                | с. Війтівка, Війтівська с/р ,вул. Леніна                                     | 1944 р                       | 1953 р.                      | Київський художній фонд          | ск. з/бпост. цегла                         | ск. 2,2 м, п.2,4х1,5х1,5 м                                       | № 313 10.06.1971 р.                     |
| 19.   | 39      | Пам’ятник 321 воїнам-односельцям, загиблим на фронтах ВВВ | с. Війтівка, Війтівська с/р, вул. Леніна                                     | 1941—1945 рр.                | 1970 р.                      | Одеський худ. фонд               | ск. з/б, об. з/бетон                       | ск. 3,4 м, п. 1,3х1,6х1,6 м, об. 8 м                             | № 291 9.06.1977 р.                      |
| 20.   | 29      | Пам’ятник 73 воїнам – односельчанам, загиблим на фронтах ВВВ. | с. Вовчок, Лісниченська с/р, вул. Леніна                                     | 1941—1945 рр.                | 1966 р.                      | Вінниць-кий худ. фонд            | об. з/бетон, пост. бетон                   | об. 12 м, п.3х1,5х1,9 м                                          | № 291 9.06.1977 р.                      |
| 21.   | 30      | Пам’ятник 176 воїнам-односельцям, загиблим на фронтах ВВВ. | с. Голдашівка, Голдашівська с/р, вул. Леніна                                 | 1941—1945 рр.                | 1967 р.                      | Одеський худ. фонд               | ск. з/б, пост. з/бетон                     | ск. 3,3 м, п. 2,35х2,35х1,5 м                                    | № 291 9.06.1977 р.                      |
| 22.   | 107     | Меморіальний комплекс. Братська могила 145 воїнів Радянської армії, загиблих при визволенні села, і пам’ятник 409 воїнам-односельцям, загиблим на фронтах ВВВ.          | с. Джулинка, Джулинська с/р, вул. Леніна                                     | 1941—1945 рр.                | 1952 р.                      | Київський художній фонд          | об. граніт, ск. з/бетон                    | об. 10 м, ск. 2 м                                                | № 313 10.06.1971 р.                     |
| 23.   | 108     | Братська могила 3 воїнів Радянської армії, загиблих при визволенні села, і пам’ятник 159 воїнам-односельчанам, загиблим на фронтах ВВВ                                  | с. Дяківка, Дяківська с/р, вул. Садова                                       | 1944 р., 1941—1945 рр.       | 1959 р.                      | Київський художній фонд          | ск. з/бетон, пост. цегла                   | ск. 2,5 м, пост. 1,8х1х1 м                                       | № 313 10.06.1971 р.                     |
| 24.   | 10      | Пам’ятник 114 воїнам-односельчанам, загиблим на фронтах ВВВ | с. Кидрасівка, Кидрасівська с/р, вул. Ковальчука                             | 1941—1945 рр.                | 1977 р.                      | місцеві майстри                  | ск. і пост. з/бетон                        | ск. 1,5 м, п. 1,1 м                                              | № 75 20.02.1985 р.                      |
| 25.   | 109     | Братська могила 104 воїнів Радянської армії, загиблих при визволенні села, і пам’ятник 108 воїнам-односельцям, загиблим на фронтах ВВВ.                                 | с. Кошаринці, Кошаринецька с/р, вул. Жовтнева                                | 1944 р., 1941—1945 рр.       | 1953р., 1967 р.              | Київський худ фонд               | ск. з/б, пост. цегла                       | ск. 2 м, п. 2,1х1,6х2,3 м                                        | № 313 10.06.1971 р.                     |
| 26.   | 110     | Братська могила 15 воїнів Радянської армії, загиблих при визволенні села, і пам’ятник 180 воїнам-односельцям, загиблим на фронтах ВВВ.                                  | с. Красносілка, Красносільська с/р, вул. Леніна                              | 1941—1945 рр.                | 1953 р.                      | Київський художній фонд          | ск. з/б, пост. цегла                       | ск. 2 м, п. 1,5 м                                                | № 313 10.06.1971 р.                     |
| 27.   | 111     | Братська могила 24 воїнів Радянської армії, загиблих при визволенні села                                                                                                | с. Крушинівка, Маньківська с/р, вул. 50-річчя Жовтня                         | 1944 р.                      | 1953 р.                      | Київський художній фонд          | ск. з/бетон, пост. цегла                   | ск. 2,2 м, п. 1,6х1,7х1,5 м                                      | № 313 10.06.1971 р.                     |
| 28.   | 31      | Пам’ятник 245 воїнам-односельцям, загиблим на фронтах ВВВ. | с. Лісниче, Лісниченська с/р, вул. Калініна                                  | 1941—1945 рр.                | 1965 р.                      | Київський худ. фонд              | об. з/б, пост. з/б                         | об. 12 м, п. 2,8х4х4 м                                           | № 291 9.06.1977 р.                      |
| 29.   | 112     | Братська могила 2 воїнів Радянської армії, загиблих при визволенні села                                                                                                 | с. Лугова, Устянська с/р, вул. Леніна                                        | 1944 р.                      | 1953 р.                      | Київський худ. фонд              | ск. з/бетон, пост. цегла                   | ск. 2,2 м, пост. 1х1х1 м                                         | № 313 10.06.1971 р.                     |
| 30.   | 20      | Пам’ятник воїнам-визволителям | с. Мала Киріївка, Осіївська с/р, вул. Солтановського                         | 1944 р.                      | 1975 р.                      | Київський художній фонд          | ск. з/б, пост. з/бетон                     | ск. 2,7 м, п. 2,6х2,6х0,45 м                                     | № 291 9.06.1977 р.                      |
| 31.   | 113     | Меморіальний комплекс. Братська могила 18 воїнів Радянської армії, загиблих при визволенні села і пам’ятник 217 воїнам-односельцям, загиблим на фронтах ВВВ             | с. Маньківка, Маньківська с/р, вул. 60-річчя Жовтня                          | 1944 р., 1941—1945 рр.       | 1953 р., рест. 1982 р.       | Київський худ. фонд              | ск. листова мідь, об. граніт, пост. граніт | ск. 3 м, об. 10 м, п. 2х2,5х2 м                                  | № 313 10.06.1971 р.                     |
| 32.   | 33      | Пам’ятник 209 воїнам-односельчанам, загиблим на фронтах ВВВ. | с. Михайлівка, Михайлівська с/р, вул. Скалецького                            | 1941—1945 рр.                | 1967 р.                      | Київський художній фонд          | ск. з/б, пост. з/б                         | ск. 3 м, п. 8х1,8х2 м                                            | № 291 9.06.1977 р.                      |
| 33.   | 34      | Пам’ятник 195 воїнам-односельчанам, загиблим на фронтах ВВВ. | с. М’якохід, М’якохідська с/р, вул. Центральна                               | 1941—1945 рр.                | 1975 р.                      | Київський худ. фонд              | ск. з/бетон, п. з/б                        | ск. 3 м, п. 1,5х2,5х2 м                                          | № 291 9.06.1977 р.                      |
| 34.   | 114     | Братська могила 6 воїнів Радянської армії, загиблих при визволенні села, і пам’ятник 313 воїнам-односельцям, загиблим на фронтах ВВВ.                                   | с. Осіївка, Осіївська с/р, вул. Леніна                                       | 1944 р., 1941—1945 рр.       | 1953 р., 1967 р.             | Київський худ. фонд              | ск. залізо бетон, пост. цегла              | ск. 2,2 м, пост. 2,1х1,4х1,4 м                                   | № 313 10.06.1971 р.                     |
| 35.   | 21      | Пам’ятник воїнам-визволителям | с-ще Партизанське, Осіївська с/р, вул. Партизанська                          | 1944 р.                      | 1970 р.                      | Київський худ. фонд              | ск. з/бетон, пост. з/бетон                 | ск. 3 м, п.1,5х1,5х1,5 м                                         | № 291 9.06.1977 р.                      |
| 36.   | 17      | Могила першого комсомольця села Ф. Н. Сірика. | с. Поташня, Поташнянська с/р, біля школи,вул. Леніна                         | 1910-1930 рр.                | 1967 р.                      | місцеві майстри                  | об. бетон, пост. бетон                     | об. 4 м, п.0,6х2,8х2,8 м                                         | № 291 9.06.1977 р.                      |
| 37.   | 192     | Братська могила 10 воїнів Радянської армії та пам’ятник 226 воїнам-односельцям, загиблим на фронтах ВВВ.                                                                | с. Поташня, Поташнянська с/р, біля школи, вул. Леніна                        | 1941—1945 рр.                | 1979 р.                      | Науково-реставраційне управління | ск. кована мідь, бетон                     | ск. 4 м, об. 10 м                                                | № 96 17.02.1983 р.                      |
| 38.   | 55      | Пам’ятник першому комсомольцю села Н. Д. Титову | с. П’ятківка, П’ятківська с/р, на кладовищі                                  | 1916—1930 рр.                | 1968 р.                      | Київський худ. фонд              | ск. з/б, пост. бетон                       | ск. 0,8 м, п. 1,9х0,5х0,5 м                                      | № 291 9.06.1977 р.                      |
| 39.   | 115     | Братська могила 17 воїнів Радянської армії, загиблих при визволенні села, і пам’ятник 485 воїнам-односельцям, загиблим на фронтах ВВВ.                                  | с. П’ятківка, П’ятківська с/р, біля контори КСП, вул. Леніна                 | 1944 р., 1941—1945 рр.       | 1953 р., 1967 р.             | Київський худ. фонд              | ск. з/б, пост. цегла                       | ск. 2,2 м, пост. 1,4х1х1 м                                       | № 313 10.06.1971 р.                     |
| 40.   | 36      | Пам’ятник 109 воїнам-односельцям, загиблим на фронтах ВВВ | с. Романівка, Михайлівська с/р, біля школи, вул. Фрунзе                      | 1941—1945 рр.                | 1967 р.                      | Київський художній фонд          | ск. з/б, пост. з/б                         | ск. 2,5 м, п. 3х1,5х1,5 м                                        | № 291 9.06.1977 р.                      |
| 41.   | 6       | Пам’ятник жертвам фашизму | с. Романівка, Михайлівська с/р, біля Будинку культури, 5 км на схід від села | 1943 р.                      | 2001 р.                      | місцеві майстри                  | камінь                                     | 2 м                                                              | №47029.12.2002 р.                       |
| 42.   | 117     | Меморіальний комплекс. Братська могила 2 воїнів Радянської армії, загиблих при визволенні села, і пам’ятник 114 воїнам-односельцям, загиблим на фронтах ВВВ             | с. Серебрія, Серебрійська с/р, біля Будинку культури, вул. Гагаріна          | 1941—1945 рр.                | 1946 р.                      | Київський художній фонд          | ск. з/бетон, об. з/б, пост. камінь         | ск. 2,4 м, об. 6 м, пост. 3,6х1,5х0,5 м                          | № 313 10.06.1971 р.                     |
| 43.   | 116     | Братська могила 5 воїнів Радянської армії та партизанів, загиблих при визволенні села                                                                                   | с. Серединка, Серединська с/р, вул. Думанського                              | 1944 р.                      | 1958 р.                      | Київський худ. фонд              | ск. з/б, пост. камінь                      | ск. 2 м, п. 3х3х1,4 м                                            | № 313 10.06.1971 р.                     |
| 44.   | 22      | Пам’ятник 200 воїнам-односельчанам, загиблим на фронтах ВВВ | с. Серединка, Серединська с/р, біля Будинку культури, вул. Маковійчука       | 1941—1945 рр., 1941—1945 рр. | 1957 р.                      | Київський худ. фонд              | об. з/бетон                                | об. 10 м                                                         | № 291 від 9.06.1977 р.                  |
| 45.   | 118     | Меморіальний комплекс: братська могила 2 воїнів Радянської армії, загиблих при визволенні села, і пам’ятник 193 воїнам-односельцям, загиблим на фронтах ВВВ             | с. Ставки, Ставківська с/р, біля Будинку культури, вул. Леніна               | 1944 р., 1941—1945 рр.       | 1964 р.                      | Київський художній фонд          | об. з/бетон, пост. з/бетон                 | об. 14 м, пост. 2х2х1 м                                          | № 313 10.06.1971 р.                     |
| 46.   | 53      | Пам’ятник першому комсомольцю села Г.Т. Шимко. | с. Ставки, Ставківська с/р, біля Будинку культури, вул. Леніна               | 1920 р.                      | 1968 р.                      | Місцеві майстри                  | ск. з/б пост. камінь                       | об. 2,5 м, п. 1,6х2,3х2,3 м                                      | № 291 9.06.1977 р.                      |
| 47.   | 119     | Меморіальний комплекс: Братська могила 7 воїнів Радянської армії, загиблих при визволенні села, і пам’ятник 191 воїнам-односельцям, загиблим на фронтах ВВВ             | с. Сумівка, Сумівська с/р, біля контори КСП, вул. Зелена                     | 1944 р., 1941—1945 рр.       | 1955 р., рест. 1982 р.       | ск. Рак А. І., м. Київ           | об. граніт, ск. листова мідь               | ск. 12,5 м, ск. 4,5 м. ск. 3,5 м, п. 0,8х1х1,8 м, п. 0,5х1,5х2 м | № 313 10.06.1971 р.                     |
| 48.   | 120     | Меморіальний комплекс. Братська могила 17 воїнів Радянської армії, загиблих при обороні села, і пам’ятник 84 воїнам-односельцям, загиблим у ВВВ                         | с. Теофілівка, Шляхівська с/р, біля клубу, вул. Котовського                  | 1941 р., 1941—1945 рр.       | 1959 р., 1973 р.             | Київський худ. фонд              | ск. з/б, пост. з/бетон                     | ск. 2,75 м, п. 2,5х1,3х1,3 м                                     | № 313 10.06.1971р.                      |
| 49.   | 121     | Братська могила 13 воїнів Радянської армії, загиблих при визволенні села, і пам’ятник 358 воїнам-односельчанам, загиблим на фронтах ВВВ.                                | с. Тернівка, Тернівська с/р, біля контори КСП с. Тернівка, вул. Леніна       | 1944 р., 1941—1945 рр.       | 1954 р., 1975 р.             | Київський художній фонд -//-     | ск. з/бетон, пост. цегла, об. з/бетон      | ск. 2,2 м, пост. 1,8х2,5х2,5 м, об. 12 м                         | № 313 10.06.1971 р., № 291 9.06.1977 р. |
| 50.   | 122     | Братська могила 3 воїнів Радянської армії, загиблих при визволенні села                                                                                                 | с. Тирлівка, Тирлівська с/р, на кладовищі                                    | 1944 р.                      | 1967 р.                      | Київський художній фонд          | ск. з/б, пост. граніт                      | ск. 2,6 м, пост. 1,8х1х1 м                                       | № 313 10.06.1971 р.                     |
| 51.   | 123     | Братська могила 18 воїнів Радянської армії, загиблих при визволенні села                                                                                                | с. Устя, Устянська с/р, біля школи, вул. Перемоги.                           | 1944 р.                      | 1953 р.                      | Київський худ. фонд              | ск. з/бпост. цегла                         | ск. 2,2 м, п.1,6х1,7х1,5 м                                       | № 313 10.06.1971 р.                     |
| 52.   | 37      | Пам’ятник 324 воїнам-односельчанам, загиблим на фронтах ВВВ | с. Устя, Устянська с/р, біля школи, вул. Леніна                              | 1941—1945 рр.                | 1975 р.                      | Київський худ. фонд              | об. з/бетон                                | об. 12 м                                                         | № 291 9.06.1977 р.                      |
| 53.   | 124     | Братська могила 4 воїнів Радянської армії, загиблих при визволенні села, і пам’ятник 416 воїнам-односельцям загиблим на фронтах ВВВ                                     | с. Флорине, Флоринська с/р, у парку, вул. Чкалова                            | 1941—1945 рр.                | 1953 р.                      | Київський худ. фонд              | ск. з/б, пост. з/бетон                     | об. 22 м, п. 4х2,5х1 м                                           | № 313 10.06.1971 р.                     |
| 54.   | 4       | Братська могила 5 червоноармійців | с. Флорине, Флоринська с/р, на кладовищі                                     | 1919 р.                      | 1988 р.                      | місцеві майстри                  | з/бетон                                    | об. 1,7 м                                                        | № 148 16.07.1992 р.                     |
| 55.   | 38      | Пам’ятник 107 воїнам – односельчанам, загиблим на фронтах ВВВ | с. Хмарівка, Чернятська с/р, біля школи, вул. Леніна                         | 1941—1945 рр.                | 1968 р.                      | Одеський художній фонд           | ск. з/б, пост.з/бетон                      | ск. 3,5 м, пх4х4 м.                                              | № 291 9.06.1977 р.                      |
| 56.   | 126     | Пам’ятник воїнам-визволителям | с. Чернятка, Чернятська с/р, на кладовищі                                    | 1944 р.                      | 1952 р.                      | Київський художній фонд          | об. граніт,пост. цегла                     | об. 3,2 м, п.3х1,4х3,2 м                                         | № 313 10.06.1971 р.                     |
| 57.   | 40      | Пам’ятник 210 воїнам-односельчанам, загиблим на фронтах ВВВ | с. Чернятка, Чернятська с/р, біля Будинку культури                           | 1941—1945 рр.                | 1969 р.                      | Київський художній фонд          | ск. з/бетон, об. з/б камінь                | 2,6 м, 12 м, п. 1,2х1,3х0,8 м                                    | № 291 9.06.1977 р.                      |
| 58.   | 130     | Меморіальний комплекс: братська могила 6 воїнів Радянської армії, загиблих при визволенні села, і пам’ятник 267 воїнам-односельцям, загиблим на фронтах ВВВ             | с. Шляхова, Шляхівська с/р, біля Будинку культури, вул. Леніна               | 1944 р., 1941—1945 рр.       | 1952 р., 1969 р.             | ск. М. Призант                   | ск. з/бетон, об. з/бетон, пост. бетон      | ск. 2,5 м, об. 15 м, пост. 2,5 м                                 | № 313 10.06.1971 р.                     |
| 59.   | 11      | Пам’ятник воїнам-односельчанам, загиблим на фронтах ВВВ | с. Шумилів, Маньківська с/р, біля клубу, вул. Леніна                         | 1941—1945 рр.                | 1980 р.                      | Київський худ. фонд              | ск. з/б, пост.цегла                        | ск. 2,4 м, п. 2,4 м                                              | № 75 20.02.1985 р.                      |
| 60.   | 128     | Меморіальний комплекс: братська могила 11 воїнів Радянської армії, загиблих при визволенні села, 8 партизан і пам’ятник 253 воїнам-односельцям, загиблим на фронтах ВВВ | с. Яланець, Яланецька с/р, біля школи, вул. Леніна                           | 1944 р., 1941—1945 рр.       | 1972 р.                      | ск. Чернявський В.Є.             | ск. з/б, об. з/б, пост.з/бетон             | ск. 3 м, об.12 м, п.1,2х1х1м                                     | № 313 10.06.1971 р.                     |
|       |         | |                                                                              |                              |                              |                                  |                                            |                                                                  |                                         |

## Джерело
- [Архівовано 19 червня 2012 у Wayback Machine.] Пам'ятки Вінницької області